# Leontius (trónkövetelő)
Leontius, görögösen Leontiosz (trónkövetelő 484. július 19. – 488) feltehetően iszauri – vagy trákiai, esetleg szíriai – származású hadvezér, Zénón keletrómai császár ellencsászára volt. 483-ban Antiochia körzetében fellázadt a szintén izauri Illus vezér, akit előzőleg a császár leváltott hadszíntérparancsnoki randjáról. Az ellene küldött sereg vezére volt Leontius, akit Illus a maga pártjára állított, és július 19-én Tarsusban Aelia Verina száműzött özvegy császárné, I. Leó felesége részvételével megkoronáztatott. Antiochiát alig 12 napon át tudták tartani (július 27. – augusztus 8.), mivel az újabb, Szkítiai János által vezetett császári hadsereg kiűzte őket. Az iszauri Papirius városába húzódtak vissza a lázadók, amelyet négyévnyi ostrom után elárultak. Leontiust Illusszal együtt kivégezték.